# Samuel Afum
Samuel Afum (Accra, 24 dicembre 1990) è un ex calciatore ghanese, di ruolo attaccante.

## Carriera
In Ghana ha giocato per l'Hearts of Oak. Nella stagione 2009-10 è stato il capocannoniere della Premier League ghanese con 13 reti.
Nella stagione successiva ha firmato per la squadra egiziana neopromossa Smouha Sporting Club. Nella sua seconda stagione con il club, ha segnato 7 gol, facendo di lui il capocannoniere del Smouha, prima della cancellazione della Egyptian Premier League. È stato anche il capocannoniere del campionato egiziano nel 2012.
Nel gennaio del 2013 è stato trasferito al club svizzero dello Young Boys per una cifra non resa nota.

## Palmarès

### Club

#### Competizioni nazionali
- Coppa di Finlandia: 1

Ilves: 2019

### Individuale
- Capocannoniere del campionato ghanese: 1

2009-2010 (13 reti)